# Dánsko-německé vztahy

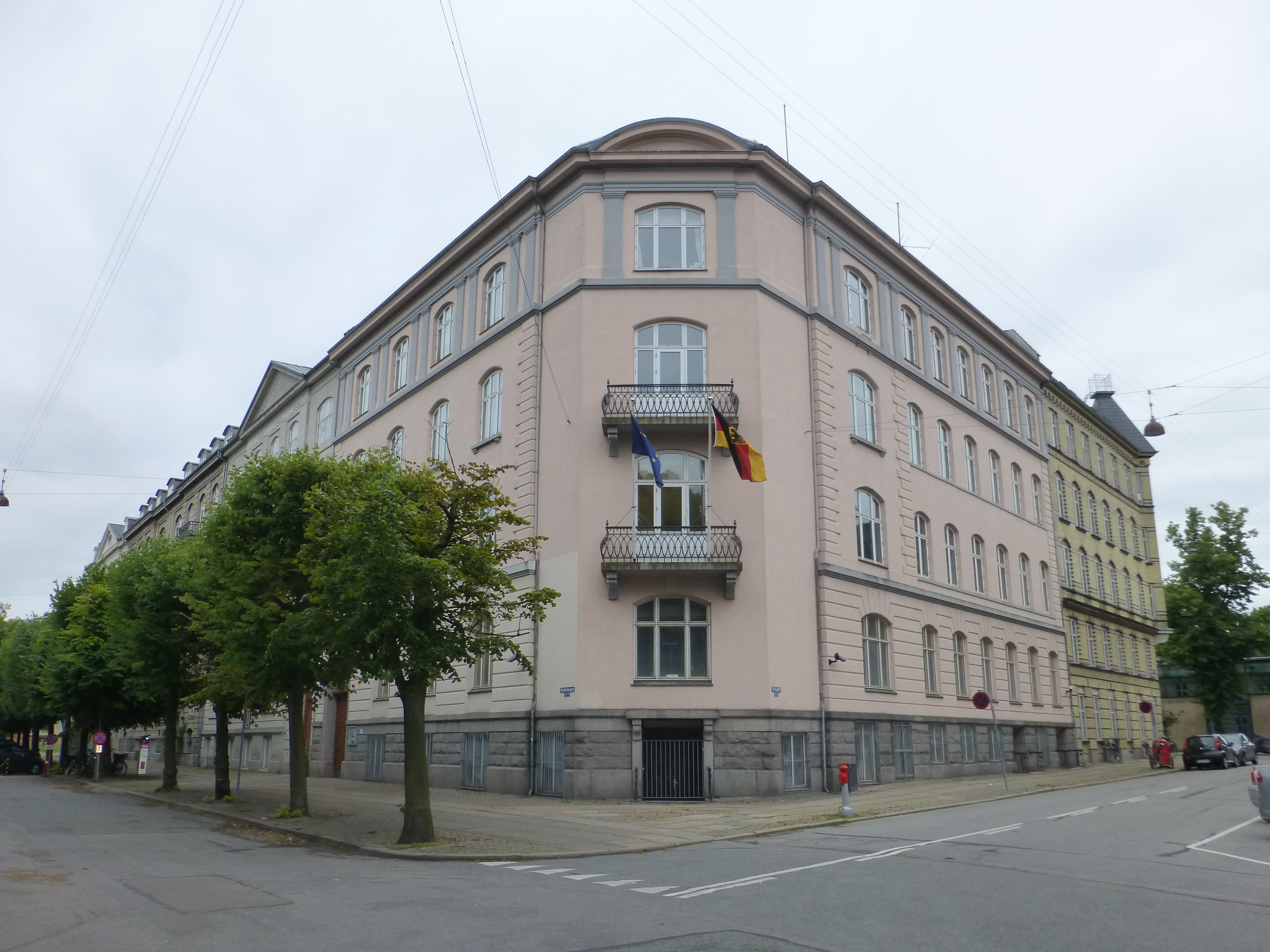
Budova velvyslanectví Německa v Kodani

Dánsko-německé vztahy (dánsky Forholdet mellem Danmark og Tyskland, německy Dänisch-deutsche Beziehungen) jsou bilaterální vztahy mezi Dánskem a Německem. Obě země jsou řádnými členy NATO a Evropské unie. Dánsko má velvyslanectví v Berlíně a také generální konzulát ve Flensburgu a v Hamburku. Německo má velvyslanectví v Kodani a síť honorárních konzulátů po celém Dánsku. Státní hranice ležící v oblasti Šlesvicka se během historie několikrát měnila. Naposledy byla hranice měněna na základě lidového plebiscitu v roce 1920. Významná německá menšina žije na dánské straně hranice a naopak významná dánská menšina žije na německé straně a často zde dochází k přeshraniční spolupráci.

## Historie

### Dánsko-německá válka

Územní změny po Dánsko-německé válce

Dánsko-německá válka (německy: Deutsch-Dänischer Krieg), označovaná také jako druhá šlesvická válka (dánsky: 2. Slesvigske Krig) bylo střetnutí Pruska a Rakouska, jenž byly členy Německého spolku, s Dánskem o území Šlesvicka. Šlo o druhý vojenský konflikt týkající se šlesvicko-holštýnské otázky. Válka začala 1. února 1864 překročením hranice pruskými silami, které vstoupily do Šlesvicka.
Podobně jako během prusko-dánské války (známé také jako první šlesvická válka) se i tentokrát bojovalo o kontrolu nad vévodstvími z důvodu sporů o nástupnictví v holštýnském a lauenburském vévodství poté, co dánský král zemřel bez dědice přijatelného pro Německý spolek. Rozhodujícím krokem bylo přijetí listopadové ústavy, která byla v rozporu s Londýnským protokolem a přiblížila Šlesvické vévodství Dánskému království poté, co Německý spolek odmítl předchozí státní ústavu (Helstatsforfatning).
Válka skončila podpisem Vídeňské dohody dne 30. října 1864, kdy Dánsko postoupilo Šlesvické vévodství, Holštýnské vévodství a Sasko-lauenburské vévodství Pruskému království a Rakouskému císařství a válka tak skončila vítězství Německého spolku.

### První světová válka
Přestože Dánsko zůstalo po celou dobu první světové války neutrální, bylo zapojeno do vyjednávání po porážce Německa a to díky čtrnácti bodům amerického prezidenta Woodrowa Wilsona, které mimo jiné uváděly právo Evropanů na sebeurčení. V té době žila významná dánská menšina v oblasti Jižního Jutska. Nakonec bylo rozhodnuto, že otázka národní příslušnosti lidí žijících v dané oblasti bude vyřešena lidovým plebiscitem.
V souladu s vyjednáváními byla oblast Jižního Jutska/severního Šlesvicka rozdělena do tří zón. Po dohodě s dánskou vládou, která prohlásila, že nemá žádný skutečný zájem o nejjižnější zónu a díky Davidu Lloydu Georgemu, který chtěl Německu poskytnout určité ústupky v mírové smlouvě, bylo rozhodnuto, že v této části se referendum konat nebude. V dalších dvou částech nemohlo být uspořádáno dříve, než vešla v lednu 1920 v platnost Versaillská smlouva. V nejsevernější zóně se konalo 10. února 1920 a ve střední zóně 14. března 1920. V nejsevernější zóně se přibližně 75 procent vyslovilo pro opětovné připojení k Dánsku, zatímco ve střední zóně se přibližně 80 procent vyslovilo pro zachování spojení s Německem. Na základě dalších jednání mezi dánskou a německou vládou získalo Dánsko oblast Tønder, přestože byla původně ve střední zóně, zatímco oblast Flensburg měla zůstat Německu. Dne 15. června 1920 byla oblast Jižního Jutska oficiálně vrácena pod dánskou správu.

### Druhá světová válka

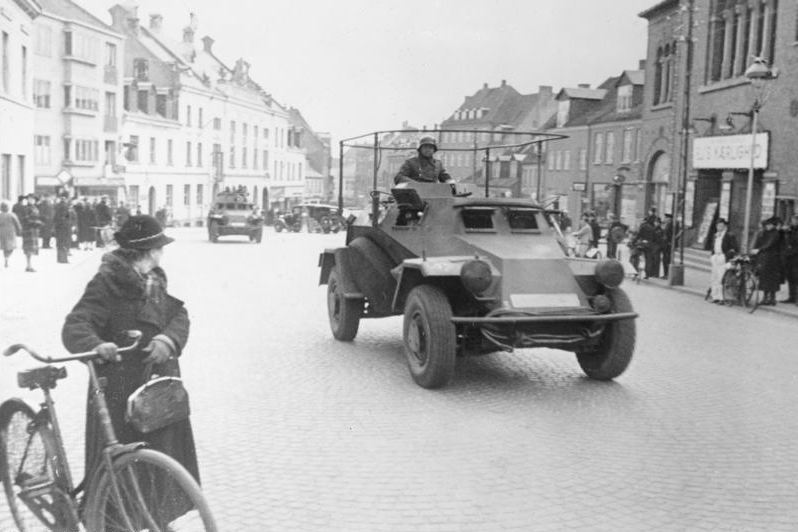
Německý obrněný automobil v Jutsku, duben 1940

Na počátku druhé světové války v září 1939 vyhlásilo Dánsko svou neutralitu. Po většinu války byla země protektorátem a poté okupovaným územím Nacistického Německa. Rozhodnutí o okupaci Dánska bylo učiněno v Berlíně dne 17. prosince 1939. Dne 9. dubna 1940 obsadilo Německo Dánsko v rámci operace Weserübung. Boje trvaly okolo šesti hodin, což učinilo z tohoto tažení nejkratší operaci druhé světové války. Dánsko bylo strategicky významné pro německé operace v Norsku. Vzhledem k jeho geografické poloze na pobřeží Baltského moře bylo Dánsko důležité pro kontrolu námořního přístupu k velkým německým a sovětským přístavům. Až do 29. srpna 1943 fungovala dánská vláda i král v režimu de facto německého protektorátu. Poté Německo převzalo území Dánska pod přímou vojenskou okupaci, která trvala do 5. května 1945. Na rozdíl od situace v jiných Němci okupovaných zemích, fungovala většina dánských institucích až do roku 1945 relativně normálně. Jak dánská vláda, tak i král, zůstali v zemi, ve které se mísila demokracie s totalitarismem, dokud dánská vláda neodstoupila na protest proti německým požadavkům na zavedení trestu smrti za sabotáž.
Něco přes tři tisíce Dánů zemřelo v přímé souvislosti s okupací. Další dva tisíce dobrovolníků, kteří se přidali k Waffen-SS a Frikorps Danmark, z nichž většina pocházela z německé menšiny žijící v jižním Dánsku, padlo během bojů na východní frontě. Během války zahynulo i 1 072 námořníků obchodního loďstva, kteří byli ve službách spojenců. Celkově se tak ve srovnání s jinými Němci okupovanými územími jednalo o velmi nízké ztráty. Někteří Dánové kolaborovali s Němci tak, že se přidali k Národně socialistické dělnické straně Dánska (DNSAP), ke sboru Schalburg, ke sboru HIPO nebo ke skupině Peter. Často se členství v různých skupinách překrývalo. DNSAP kandidovala během parlamentních voleb do dánského Folketingu v roce 1943. I přes značnou podporu Němců strana získala pouze 2,1 % hlasů.
V říjnu 1943 se Němci rozhodli odstranit z Dánska všechny místní Židy, ale díky úniku informací od německého diplomata Georga Ferdinanda Duckwitze a díky rychlému zásahu dánských civilistů byla drtivá většina dánských Židů zachráněna a transportována do bezpečí v neutrálním Švédsku pomocí rybářských a motorových člunů.
Podobně jako německá menšina v letech 1920 až 1945 požadovala překreslení hranice bezprostředně po válce i dánská menšina. Britská vláda dala 9. září 1946 Dánům možnost posunout státní hranici, ale to dne 19. října 1946 dánská vláda odmítla.

## Obchod
17,8 % dánského exportu míří do Německa. Z dánského dovozu tvoří 20,4 % import z Německa. Díky tomu je Německo nejdůležitějším obchodním partnerem Dánska. V německé ekonomice zaujímá Dánsko v dovozu 20. místo a v exportu 17. místo. Dánsko do Německa vyváží zejména průmyslové produkty, stroje a nástroje a také zemědělské produkty. Opačným směrem míří stroje a vozidla, polotovary, chemikálie a zemědělské výrobky.
V referendu 2000 Dánsko odmítlo zavedení eura. Dánská koruna však podléhá ERM II, kdy její kurz k euru nesmí překročit fluktuační pásmo ± 2,25 %. Nejistota směnného kurzu mezi oběma zeměmi je proto nízká.

## Doprava
Silniční síť obou zemí je s evropskou silniční sítí propojena Evropskou silnicí E45, kterou na německé straně tvoří dálnice A7. Dopravní koridor pro auta i vlaky mezi Kodaní a Hamburkem od roku 1963 tvoří Vogelfluglinie, která spojuje dánský ostrov Lolland s přístavem pro trajekty v Rødbyhavnu a německým ostrovem Fehmarn. Deutsche Bahn na této trase do Kodaně provozuje vysokorychlostní vlaky Intercity-Express.

## Kontrola státní hranice
V souvislosti s evropskou migrační krizí byly 4. ledna 2016 dočasně obnoveny hraniční kontroly na dánsko-německé státní hranici, které byly opakovaně prodlužovány. Do října 2018 bylo zabaveno 801 zbraní a vzneseno přes pět tisíc obvinění mj. kvůli obchodu s lidmi a pašování drog. Do dubna 2019 bylo zkontrolováno více než deset milionů lidí, z nichž nebylo do Dánska vpuštěno více než sedm tisíc.